# Аномальне скорочення
Аномальне скорочення — особливий вид арифметичної процедурної помилки, яка дає чисельно правильну відповідь. При спробі скоротити дріб, скорочують окремі цифри в чисельнику і знаменнику. Це не є законною операцією і взагалі не дає правильної відповіді, але в деяких рідкісних випадках результат чисельно збігається, як і при правильній процедурі. Тривіальні випадки, коли скорочуються нулі наприкінці чисел, не розглядаються.
Приклади аномального скорочення, які все ще дають правильний результат, включають (ці та їхні обернені — всі випадки з основою 10 для дробів відмінних від 1 і з двома цифрами):
- {\displaystyle {\frac {64}{16}}={\frac {\not 64}{1\!\!{\not 6}}}={\frac {4}{1}}=4}
- {\displaystyle {\frac {26}{65}}={\frac {2\!\!{\not 6}}{\not 65}}={\frac {2}{5}}}
- {\displaystyle {\frac {19}{95}}={\frac {1\!\!{\not 9}}{\not 95}}={\frac {1}{5}}}
- {\displaystyle {\frac {98}{49}}={\frac {\not 98}{4\!\!{\not 9}}}={\frac {8}{4}}=2.}[2]

У статті Боаса аналізуються двозначні випадки коли основа відмінна від десяткової. Наприклад, єдиним розв'яком для двозначних чисел з основою 4 буде лише 32/13 = 2/1 та обернене.
Аномальні скорочення існують і для більшої кількості цифр. Наприклад,  165/462 = 15/42.